# Второй трагический Фантоцци
«Второй трагический Фантоцци» (итал. Il secondo tragico Fantozzi) — кинофильм. Экранизация книг Паоло Виладжио «Фантоцци» и «Вторая трагическая книга Фантоцци». Сиквел фильма «Фантоцци», вторая часть декалогии.

## Сюжет
Второй фильм о злоключениях младшего бухгалтера Уго Фантоцци.
Сопровождение герцога в казино Монте-Карло, охота с Филини, званый приём с поеданием дроздов, поход в цирк, еженедельный просмотр интеллектуального кино, романтическое путешествие с синьориной Сильвани и многое другое.
В фильме высмеивается знаменитый фильм Сергея Эйзенштейна «Броненосец „Потёмкин“», который в фильме назван «Броненосец „Котёмкин“ Сергея Эйнштейна».

## В ролях
| Актёр              | Роль                  |
| ------------------ | --------------------- |
| Паоло Вилладжо     | Уго Фантоцци          |
| Анна Маццамауро    | синьорина Сильвани    |
| Жижи Редер         | бухгалтер Филини      |
| Лиу Бозизио        | Пина, жена Фантоцци   |
| Уго Болонья        | инспектор инспекторов |
| Паоло Паолони      | директор Мегафирмы    |
| Джузеппе Анатрелли | геодезист Кальбони    |